# Вільшаник (заповідне урочище)
Вільшаник — один з об'єктів природно-заповідного фонду Луганської області, заповідне урочище місцевого значення.

## Розташування
Заповідне урочище розташоване південніше міста Сіверськодонецьк в Сіверськодонецькому районі Луганської області, на території Сіверськодонецького лісництва державного підприємства «Сіверськодонецьке лісомисливське господарство». Координати: 49° 00' 33" північної широти, 38° 29' 16" східної довготи.

## Історія
Заповідне урочище місцевого значення «Вільшаник» оголошено рішенням виконкому Ворошиловградської обласної ради народних депутатів № 300 від 12 липня 1980 р. (в. ч.), № 247 від 28 червня 1984 р.

## Загальна характеристика
Загальна площа заповідного урочища — 15,4 га. Цінність мають природні асоціації вільхи у віці понад 100 років, що зростають в заплаві Сіверського Дінця з озером. Середня висота дерев — 26,0 м, середній діаметр стовбурів — 32,0 см. Ділянка є еталоном високопродуктивного заплавного чорновільшаника в степових умовах сходу України.

## Рослинний світ
В заповідному урочищі домінують природні насадження вільхи чорної. У підліску зростають жостір проносний, свидина криваво-червона, черемха. Трав'яний покрив формують ожина сиза, кропива дводомна, вологолюбні рослини із родин осокових і ситникових.